# Bungadovan
Bungadovan (nep. बुंगादोभान) – gaun wikas samiti w zachodniej części Nepalu w strefie Dhawalagiri w dystrykcie Baglung. Według nepalskiego spisu powszechnego z 2011 roku liczył on 1217 gospodarstw domowych i 5486 mieszkańców (3063 kobiety i 2423 mężczyzn).